# Yavorov Peak
Yavorov Peak är en bergstopp i Antarktis. Den ligger i Sydshetlandsöarna. Argentina, Chile och Storbritannien gör anspråk på området. Toppen på Yavorov Peak är 208 meter över havet.
Terrängen runt Yavorov Peak är varierad. Havet är nära Yavorov Peak åt nordost. Trakten är glest befolkad. Närmaste befolkade plats är Captain Arturo Prat base, 18,8 kilometer nordost om Yavorov Peak. 